# Catopsilia thauruma
Catopsilia thauruma is een vlindersoort uit de familie van de Pieridae (witjes), onderfamilie Coliadinae.
Catopsilia thauruma werd in 1866 beschreven door Reakirt.